# Kanton Sainte-Croix-Volvestre
Sainte-Croix-Volvestre is een voormalig kanton van het Franse departement Ariège. Het kanton maakte deel uit van het arrondissement Saint-Girons.

## Opheffing
Het kanton werd bij toepassing van het decreet van 18 februari 2014 op 22 maart 2015 opgeheven en samengevoegd met het kanton Saint-Lizier tot het kanton Portes du Couserans.

## Gemeenten
Het kanton Sainte-Croix-Volvestre omvatte de volgende gemeenten:
- Bagert
- Barjac
- Bédeille
- Cérizols
- Contrazy
- Fabas
- Lasserre
- Mauvezin-de-Sainte-Croix
- Mérigon
- Montardit
- Sainte-Croix-Volvestre (hoofdplaats)
- Tourtouse